# 니디 수브바이아
니디 수브바이아(Nidhi Subbaiah, 1987년 2월 16일 ~ )는 인도의 배우, 모델이다.